# Pleasant Dreams
《Pleasant Dreams》는 1981년 7월 20일, 사이어 레코드를 통해 발매된 미국의 펑크 록 밴드 라몬즈의 여섯 번째 스튜디오 음반이다. 밴드 멤버들은 스티브 릴리와이트의 프로듀싱을 원했지만, 사이어는 유명 프로듀서를 통해 인기를 얻기 위해 그레이엄 굴드먼을 선택했다. 녹음 과정에서 밴드 멤버들 사이에 많은 갈등이 발생했는데, 특히 조니가 조이의 여자친구와 관계를 맺기 시작하면서 조이 라몬과 조니 라몬 사이의 갈등이 가장 두드러졌다. 또한 조니는 하드 록, 조이는 팝 펑크에 치우치는 등 음반의 전반적인 방향에 대해서도 분쟁이 있었다. 결국 이 음반은 〈We Want the Airwaves〉, 〈She's a Sensation〉, 〈Come On Now〉와 같은 곡에 전통적인 펑크 록에서 벗어나 높은 프로듀싱 가치와 다양한 음악 스타일을 통합했다. 이 음반은 커버곡이 포함되지 않은 최초의 라몬즈 음반이다.
굴드먼을 프로듀싱에 영입하여 밴드의 매력을 넓히려는 시어의 노력에도 불구하고, 이 음반은 빌보드 200에서 58위로 정점을 찍었고 스웨덴에서는 미국 외 지역에서만 차트에 오르는 등 상업적으로 성공하지 못했다. 음반에 대한 비판적인 반응도 엇갈렸다.

## 배경
《Pleasant Dreams》의 작곡 과정은 1981년 1월에 시작되었다. 사이어 레코드 경영진은 유명 음반 프로듀서의 음반 작업 허용을 고집하면서 그레이엄 굴드먼의 작곡가이자 영국 밴드 10cc의 뮤지션을 고용하여 음반을 제작했다. 굴드먼과 함께 작업하기 전에 라몬 부부는 오디오 엔지니어 에드 스타시움과 함께 음반 데모를 녹음했으며, 밴드가 스티브 릴리와이트의 음반 제작을 계획했지만 시어에 의해 이 결정이 거부되었다. 스튜디오 녹음 과정은 1981년 3월 30일에 시작되어 밴드 멤버 간에 몇 가지 갈등이 시작되었다. 이러한 긴장은 부분적으로는 디 디 라몬의 약물 중독과 마키 라몬과 조이 라몬이 알코올 문제를 일으켜 조니 라몬의 좌절로 이어졌다. 이러한 갈등과 차이점은 작곡에서 분명해졌는데, 라몬 음반에서 처음으로 각 곡이 여러 멤버가 아닌 개별 멤버에게 귀속되었기 때문이다.

## 평가
| 전문가 평가                   | 전문가 평가 |
| 평가 점수                     | 평가 점수   |
| 출처                          | 점수        |
| ----------------------------- | ----------- |
| AllMusic                      | [ 3 ]       |
| Robert Christgau              | A−          |
| Rolling Stone                 | [ 5 ]       |
| Spin Alternative Record Guide | 3/10        |

1981년 7월 20일에 발매된 이 음반은 상업적으로 성공하지 못해 단 하나의 히트곡도 탄생시키지 못했다. 사이어 레코드는 워너 브라더스 레코드와 합병했지만 《Pleasant Dreams》의 싱글 중 미국에서 발매된 곡은 없었다. 사이어는 이 음반이 유명 프로듀서가 프로듀싱할 것이라고 주장하며 그레이엄 굴드먼을 고용해 밴드의 팬층을 넓히는 데 도움이 될 것으로 기대했다. 조이는 "음반 회사에서 그레이엄 굴드먼을 사용하지 않으면 음반이 폭발할 것이라고 말했기 때문에 어쨌든 그레이엄과 함께 작업했고 음반이 폭발했다"고 말했다. 이 음반은 미국과 스웨덴에서만 차트에 올랐으며 빌보드 200에서 58위, 스베리예토프리스탄 차트에서 35위로 정점을 찍었지만 음반에서 발매된 싱글은 차트에 오르지 못했다.

## 곡 목록
| #  | 제목                                        | 작사·작곡  | 재생 시간 |
| -- | ------------------------------------------- | ---------- | --------- |
| 1. | 〈We Want the Airwaves〉                    | 조이 라몬  | 3:22      |
| 2. | 〈All's Quiet on the Eastern Front〉        | 디 디 라몬 | 2:14      |
| 3. | 〈The KKK Took My Baby Away〉               | 조이 라몬  | 2:32      |
| 4. | 〈Don't Go〉                                | 조이 라몬  | 2:48      |
| 5. | 〈You Sound Like You're Sick〉              | 디 디 라몬 | 2:42      |
| 6. | 〈It's Not My Place (In the 9 to 5 World)〉 | 조이 라몬  | 3:24      |

| #   | 제목                               | 작사·작곡  | 재생 시간 |
| --- | ---------------------------------- | ---------- | --------- |
| 7.  | 〈She's a Sensation〉              | 조이 라몬  | 3:29      |
| 8.  | 〈7-11〉                           | 조이 라몬  | 3:38      |
| 9.  | 〈You Didn't Mean Anything to Me〉 | 디 디 라몬 | 3:00      |
| 10. | 〈Come On Now〉                    | 디 디 라몬 | 2:33      |
| 11. | 〈This Business Is Killing Me〉    | 조이 라몬  | 2:41      |
| 12. | 〈Sitting in My Room〉             | 디 디 라몬 | 2:30      |

## 인증
| 국가                       | 인증 | 판매량/출하량 |
| -------------------------- | ---- | ------------- |
| 아르헨티나 (CAPIF)         | 골드 | 30,000^       |
| ^출하량을 기반으로 한 인증 |      |               |